# Côté maison
Côté maison était une émission de télévision française diffusée sur France 3, ayant pour thème le bricolage, le jardinage et la décoration. Elle était présentée par Laurent Petitguillaume,  Laëtitia Nallet et Robert Longechal.
France 3 diffusait parallèlement (de 2000 à 2008) l'émission Côté jardins, présentée par Myriam Gagnaire.

## Concept
Tout au long de la semaine, Laetitia Nallet reçoit un téléspectateur qui s'est inscrit sur france3.fr pour bénéficier d'un cours particulier de technique et d'esthétique délivrés par des artistes et professionnels de l'univers de la décoration. Chaque jour, ceux-ci distillent leurs trucs et astuces et enseignent leur savoir-faire. Il s'agit généralement d'un artisan ou créateur, expert en décoration, et d'un spécialiste du jardin. Quant à Robert Longechal, il présente des produits de bricolage et les techniques d'applications associées.

## Changement de formule
À partir du 3 mai 2010, Côté maison change de formule : d'hebdomadaire, elle devient quasi quotidienne avec une diffusion les lundi, mardi, jeudi, vendredi à 10 heures et dimanche à 14 h 25.
Un changement de formule que regrette notamment Robert Longechal, un des animateurs de l'émission qui possédait une chronique bricolage qui a été raccourcie, passant de dix minutes à une minute trente.